# D'Oyly Carte Opera Company
La D'Oyly Carte Opera Company fu una società teatrale che si occupò di rappresentare, per oltre cento anni, le Savoy Opera di Gilbert e Sullivan. Lo fece in Gran Bretagna, Europa, Nord America, Sudafrica, Australia e in molti altri paesi dal 1875 al 1982. Una nuova D'Oyly Carte Opera Company fu costituita nel 1988 ed operò fino al 2003, quando interruppe completamente la sua attività.

## Storia

### Inizi
La D'Oyly Carte Opera Company celebrò il suo primo centenario nel 1975, riproponendo la sua prima rappresentazione avvenuta nel marzo 1875 quando Trial by Jury debuttò al Royalty Theatre a Londra. Però all'epoca Richard D'Oyly Carte non era ancora un impresario indipendente, ma soltanto l'agente della direttrice del teatro. Risulta comunque certo che questo fu l'inizio della lunga collaborazione fra W. S. Gilbert e Arthur Sullivan nella produzione di Savoy Opera.

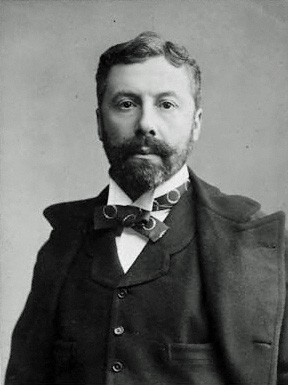
Richard D'Oyly Carte

Nel 1876, Carte lanciò la The Comedy Opera Company che nel 1877 mise in scena The Sorcerer all'Opera Comique Theatre di Londra. Nello stesso anno nominò Helen Lenoircome sua assistente. La Lenoir si rivelò molto abile e riuscì a gestire con grande successo la nuova società. Ella andò diverse volte negli Stati Uniti per organizzare lo sbarco della compagnia a Broadway.
The Sorcerer fu un successo abbastanza lusinghiero per decidere una nuova produzione che avvenne nel maggio 1878 con H.M.S. Pinafore.
Dopo una poco redditizia stagione estiva, i soci decisero di ritirarsi e Carte continuò da solo nella gestione della società. Presto Pinafore divenne un grande successo e gli ex soci di Carte misero in scena una loro versione di H.M.S. Pinafore' in concorrenza con quella di Carte ma non ebbe un grande successo. Carte citò gli ex soci ed ebbe ragione vincendo la causa. Nonostante questo successo legale Carte non riuscì ad assicurarsi i diritti di rappresentazione in esclusiva delle opere di Gilbert e Sullivan.

### La collaborazione fino alla morte degli autori

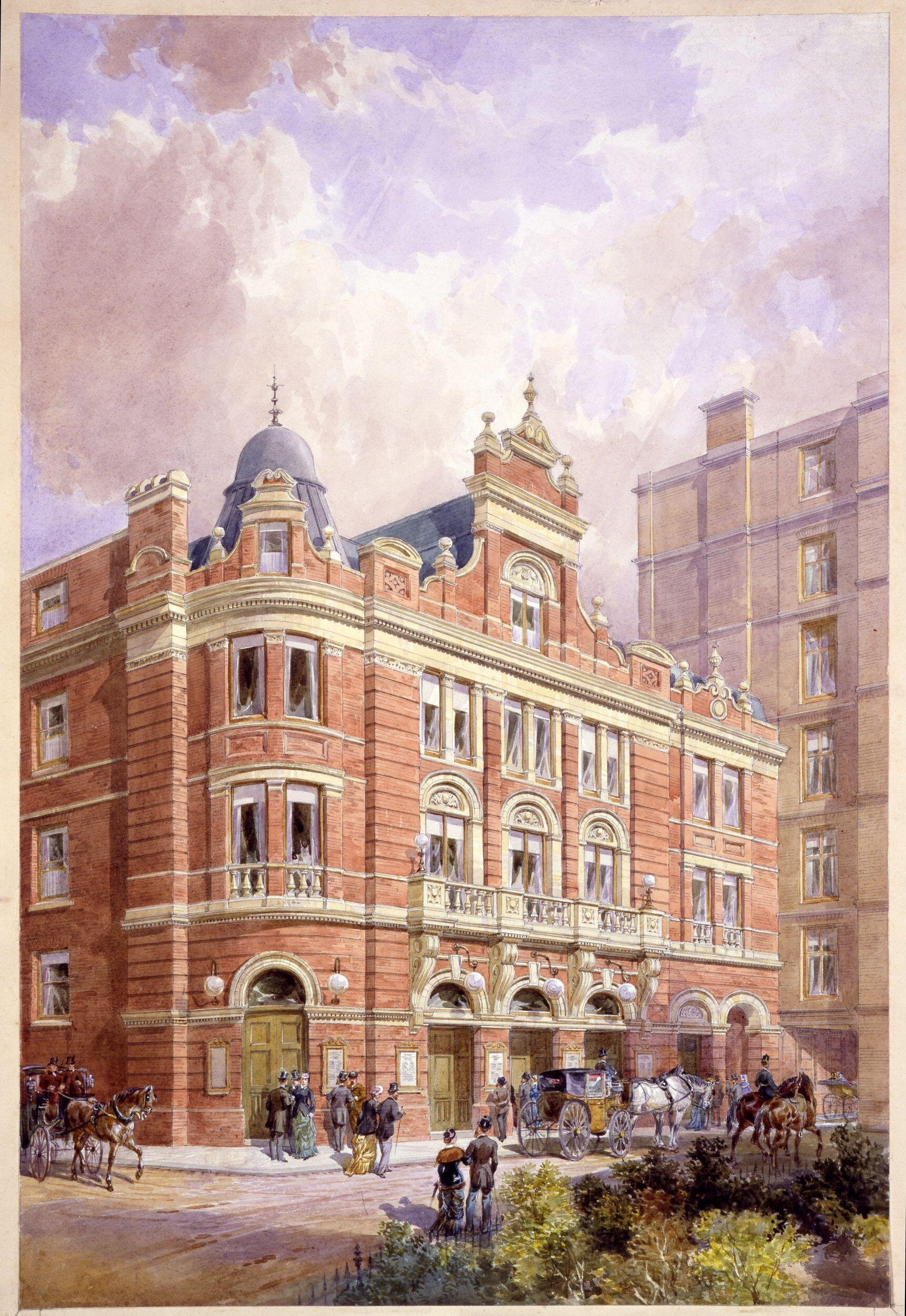
c.1881 Savoy Theatre

Questo avvenimento dà luogo alla creazione della D'Oyly Carte Opera Company. Dal 1880 al 1896, Carte presenta ogni nuovo lavoro del duo Gilbert e Sullivan. La compagnia mette in scena, simultaneamente, a Londra e a New York, The Pirates of Penzance. Segue quindi Patience nel 1881. Con i profitti della collaborazione con Gilbert e Sullivan, altri concerti con Adelina Patti, Oscar Wilde, e Charles Gounod), Carte acquista un terreno lungo lo Strand e vi costruisce il Savoy Theatre.
Patience viene trasferita al nuovo teatro il 10 ottobre 1881. Il Savoy ha circa 1.300 posti ed è il primo edificio pubblico ad essere interamente illuminato con la corrente elettrica. In uno dei primi spettacoli Carte salì sul palcoscenico e ruppe una lampada per dimostrare al pubblico la sicurezza del nuovo sistema di illuminazione. Iolanthe fu la prima opera a debuttare sul palco del nuovo teatro seguita da The Mikado. Questi lavori vennero rappresentati a londra e in tutta l'Inghilterra. La compagnia rappresentava anche opere di altri compositori per utilizzare il teatro fra un'opera e l'altra di Gilbert e Sullivan. Successivamente, per sviluppare gli affari, decise di concedere i diritti anche ad altre compagnie che agivano min altre città della Gran Bretagna. Quando la moglie di Carte morì nel 1885, egli sposò la sua assistente Helen Lenoir nel 1888, che era ormai diventata il cardine della Compagnia.
Durante le rappresentazioni dell'ultimo successo di Gilbert e Sullivan, The Gondoliers, nel 1889, i due autori e Carte ebbero delle divergenze di vedute e Sullivan si schierò con Carte mettendo in minoranza Gilbert. In seguito a tale situazione Carte decise di rappresentare opere di altri autori per mantenere in attività la Compagnia. Soltanto nel 1892, a seguito dell'intervento dell'editore Chappell, Gilbert si convinse a continuare la collaborazione con Sullivan. Vennero così alla luce Utopia, Limited nel e The Grand Duke nel 1896 ma non furono dei grandi successi come le opere precedenti.
Verso la fine degli anni novanta del XIX secolo, le condizioni di salute di Carte volsero al peggio e sua moglie assunse la completa responsabilità della Compagnia. Ella riuscì ad ottenere grandi profitti dall'attività del teatro e dalle compagnie itineranti, proponendo opere di altri autori e degli stessi Gilbert e Sullivan realizzate però individualmente con altri collaboratori.
A seguito della mancanza di nuove opere, le fortune del teatro iniziarono a scemare e la signora Carte chiese la collaborazione di Gilbert per realizzare le stagioni al Savoy, con opere di Gilbert e Sullivan, negli anni 1906-1909. Dopo il 1909 la Compagnia non tenne cartellone a Londra fino al 1919.

### Dopo la scomparsa degli autori e i primi anni del XX secolo
Dopo la morte di Gilbert nel 1911, la compagnia continuò a produrre il repertorio convenzionale del duo Gilbert e Sullivan fino al 1982.
Alla morte della signora Carte (1913), la Compagnia venne ereditata dal figlio Rupert D'Oyly Carte che per tutto il periodo della prima guerra mondiale mantenne la compagnia in giro per l'Inghilterra non facendo cartellone a Londra. Dopo la guerra venne costituita una piccola Compagnia che continuò le rappresentazioni fino al 1982, anno in cui la stessa venne sciolta.